# Temnora angulosa
Temnora angulosa là một loài bướm đêm thuộc họ Sphingidae. Loài này có ở Nigeria tới Congo.
Chiều dài cánh trước khoảng 32 mm. 